# Ellen Kuipers
Ellen Marchien Kuipers, später Ellen Marchien Dubbeldam-Kuipers, (* 8. April 1971 in Hattem) ist eine ehemalige niederländische Hockeyspielerin. Sie gewann mit der niederländischen Nationalmannschaft die olympische Bronzemedaille 1996. 1995 war sie Europameisterin und 1998 Weltmeisterschaftszweite.

## Sportliche Karriere
Ellen Kuipers bestritt insgesamt 94 Länderspiele, in denen sie 32 Tore erzielte.
Die Stürmerin debütierte im Juni 1994 in der niederländischen Auswahl und schoss in ihrem ersten Länderspiel auch ihr erstes Tor. Bei der Weltmeisterschaft 1994 in Dublin belegten die Niederländerinnen in der Vorrunde nur den dritten Platz, am Ende erreichten sie den sechsten Rang. Kuipers traf in ihren sieben Spielen zweimal ins Tor. 1995 waren die Niederlande in Amstelveen Gastgeber der Europameisterschaft. In der Vorrunde gelangen den niederländischen Damen fünf Siege in fünf Spielen bei einem Torverhältnis von 24:0. Beim 10:0 gegen die Schwedinnen gelangen Kuipers fünf Tore. Die Niederländerinnen erreichten das Finale mit einem 2:1-Halbfinalsieg über die Deutschen und bezwangen im Finale die spanische Mannschaft im Siebenmeterschießen. Beim olympischen Hockeyturnier 1996 in Atlanta belegten die Niederländerinnen nach der Vorrunde den vierten Platz hinter den punktgleichen Britinnen. Im Spiel um Bronze zwischen diesen beiden Mannschaften siegten die Niederländerinnen im Siebenmeterschießen. Kuipers war in allen acht Partien dabei, beim Siebenmeterschießen musste sie nicht antreten. 1998 gewannen die Niederländerinnen bei der Weltmeisterschaft in Utrecht ihre Vorrundengruppe und bezwangen im Halbfinale die deutsche Mannschaft mit 6:1. Im Finale unterlag die Mannschaft mit 2:3 gegen die Australierinnen. Das Finale war auch das letzte Länderspiel von Ellen Kuipers, wie bei ihrem Debüt erzielte sie auch in ihrem letzten Länderspiel einen Treffer.
Kuipers spielte beim SV Kampong, dem niederländischen Meister von 1994 und 1995.